# Аккудук (Аулиекольский район)
Аккудук (каз. Аққұдық) — село в Аулиекольском районе Костанайской области Казахстана. Входит в состав Новоселовского сельского округа. Находится примерно в 15 км к югу от районного центра, села Аулиеколь. Код КАТО — 393645200.

## Население
В 1999 году население села составляло 384 человека (200 мужчин и 184 женщины). По данным переписи 2009 года, в селе проживали 362 человека (188 мужчин и 174 женщины).